# Лан Фу, Павел
Павел Лан Фу  (кит.  郎福 保祿, 1893 г., Лу, провинция Хэбэй, Китай — 16.07.1900 г., там же) — святой Римско-Католической Церкви, мученик.

## Биография
Павел Лан Фу родился в 1893 году и был единственным сыном Лан Ян. В 1899—1900 гг. в Китае происходило Ихэтуаньское восстание, во время которого христиане подвергались жестоким гонениям. 16 июля 1900 года повстанцы заняли деревню, в которой жил Павел Лан Фу вместе со своей материю. Повстанцы схватили Лан Ян и привязали её к дереву. Павел Лан Фу в это время отсутствовал дома. Когда он вернулся домой, то увидел мать, привязанную к дереву, и заплакал. Мать утешала своего сына. Повстанцы требовали от матери Павла отказаться от христианства, но она осталась верна своей вере. Тогда повстанцы закололи её копьем, а Павлу Лан Фу отрубили руки, после чего обоих израненных бросили в костер.

## Прославление
Павел Лан Фу был беатифицирован 17 апреля 1955 года Римским Папой Пием XII и канонизирован 1 октября 2000 года Римским Папой Иоанном Павлом II вместе с группой 120 китайских мучеников.
День памяти в Католической Церкви — 9 июля.

## Источник
- George G. Christian OP, Augustine Zhao Rong and Companions, Martyrs of China, 2005, стр. 84  (англ.)